# Annakirche (Saager)
Koordinaten: 46° 34′ 7,1″ N, 14° 29′ 3,1″ O

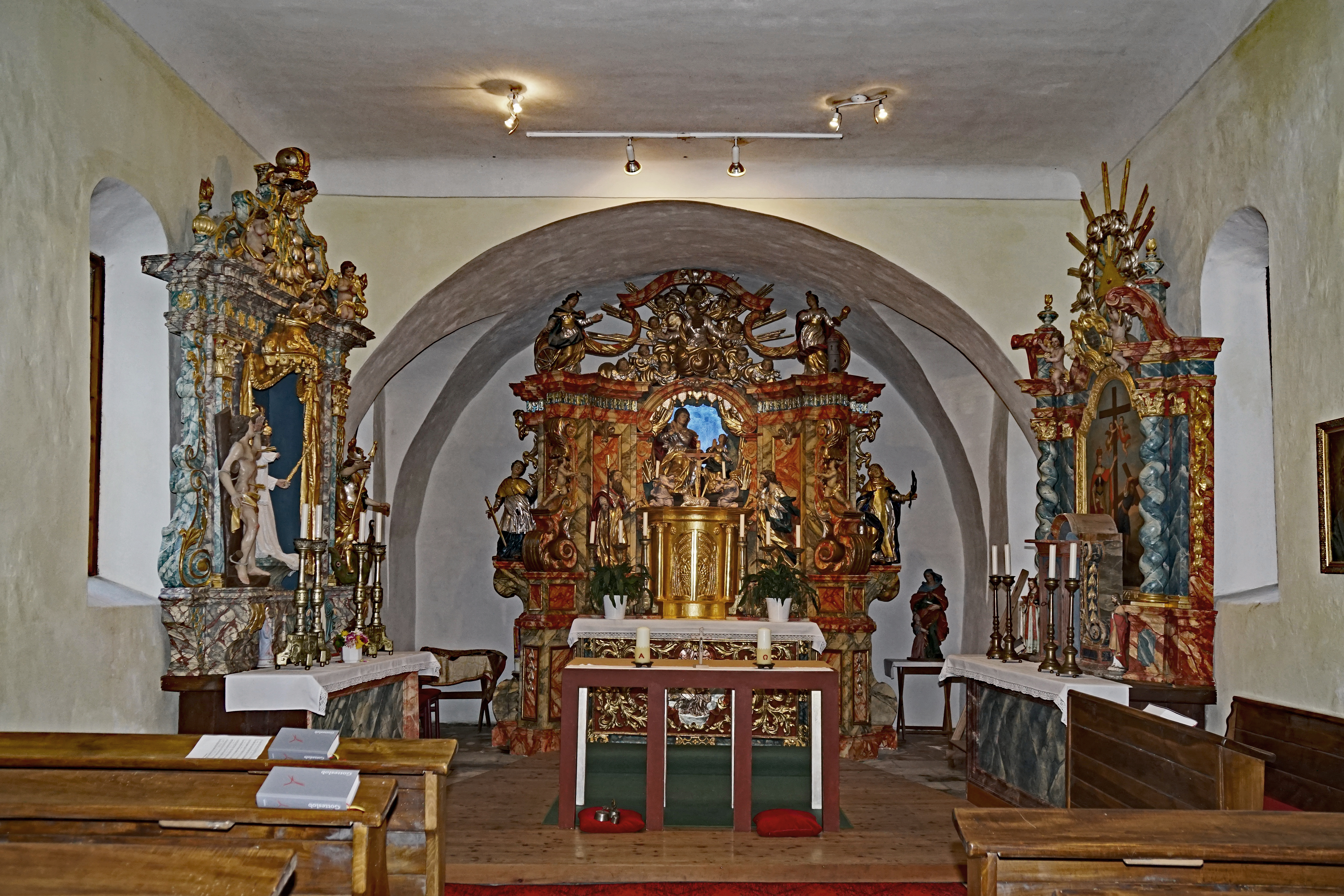
Innenansicht

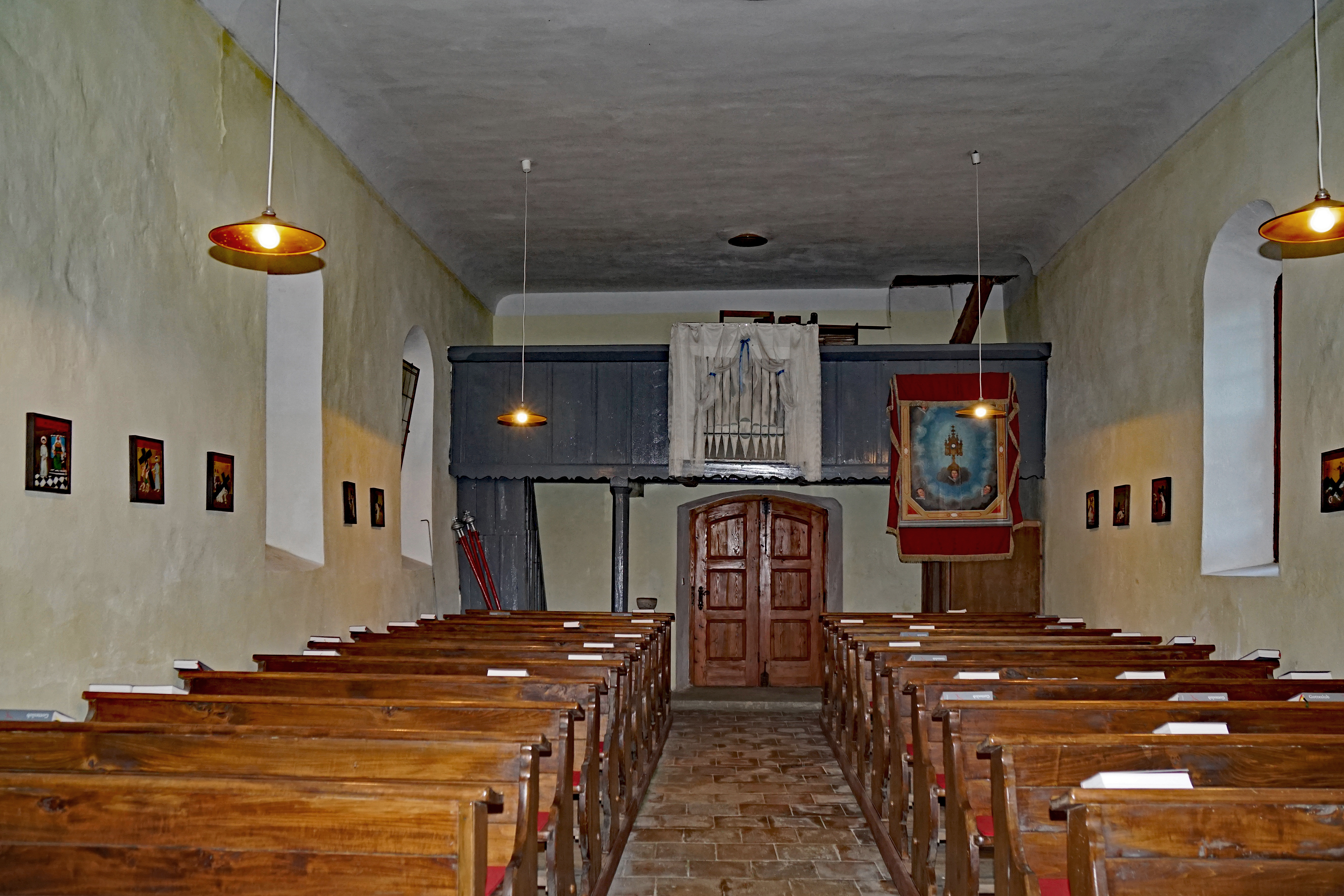
Ansicht zur Westempore

Die von Friedhof und Mauer umgebene römisch-katholische Annakirche in der Ortschaft Saager der Gemeinde Grafenstein (Kärnten) steht auf der Südseite der Sattnitz über dem Rosental. Sie ist eine Filialkirche der Pfarre Grafenstein der Diözese Gurk und steht unter dem Patrozinium der heiligen Anna.

## Geschichte
Urkundlich wird 1228 eine vom Kloster Viktring erbaute Michaelskapelle genannt, 1382 und 1616 ein Heiliges Kreuz. Seit 1660 ist die Annakirche bekannt. Das Bauwerk wurde 1958 und 1973 restauriert.

## Bauwerk
Der Bau ist im Kern romanisch und wurde im Barock verändert. Das Kirchenschiff mit dem Chor wird von einem Satteldach überdeckt. Alle Dachflächen sind mit Schindeln gedeckt. Im Barock wurde das Bauwerk verlängert und im Süden der kräftige, niedere Turm mit Spitzgiebelhelm und breiten, spitzbogigen Schallöffnungen angebaut. In seinem Erdgeschoß ist ein Farbglasfenster mit der Inschrift: Fridr. Edlman 1845 (Die Familie Edelmann besaß von 1841 bis 1956 das Schloss Saager). Die Turmspitze wird von einer Turmkugel mit Kreuz und Wetterhahn bekrönt. An der nördlichen Außenwand befindet sich ein Fresko einer Schutzmantelmadonna. Die Vorhalle ist nach Westen offen und mit der Friedhofsmauer verbunden.
Im Inneren hat das Langhaus eine flache Decke, der Chor ein Stichkappengewölbe.

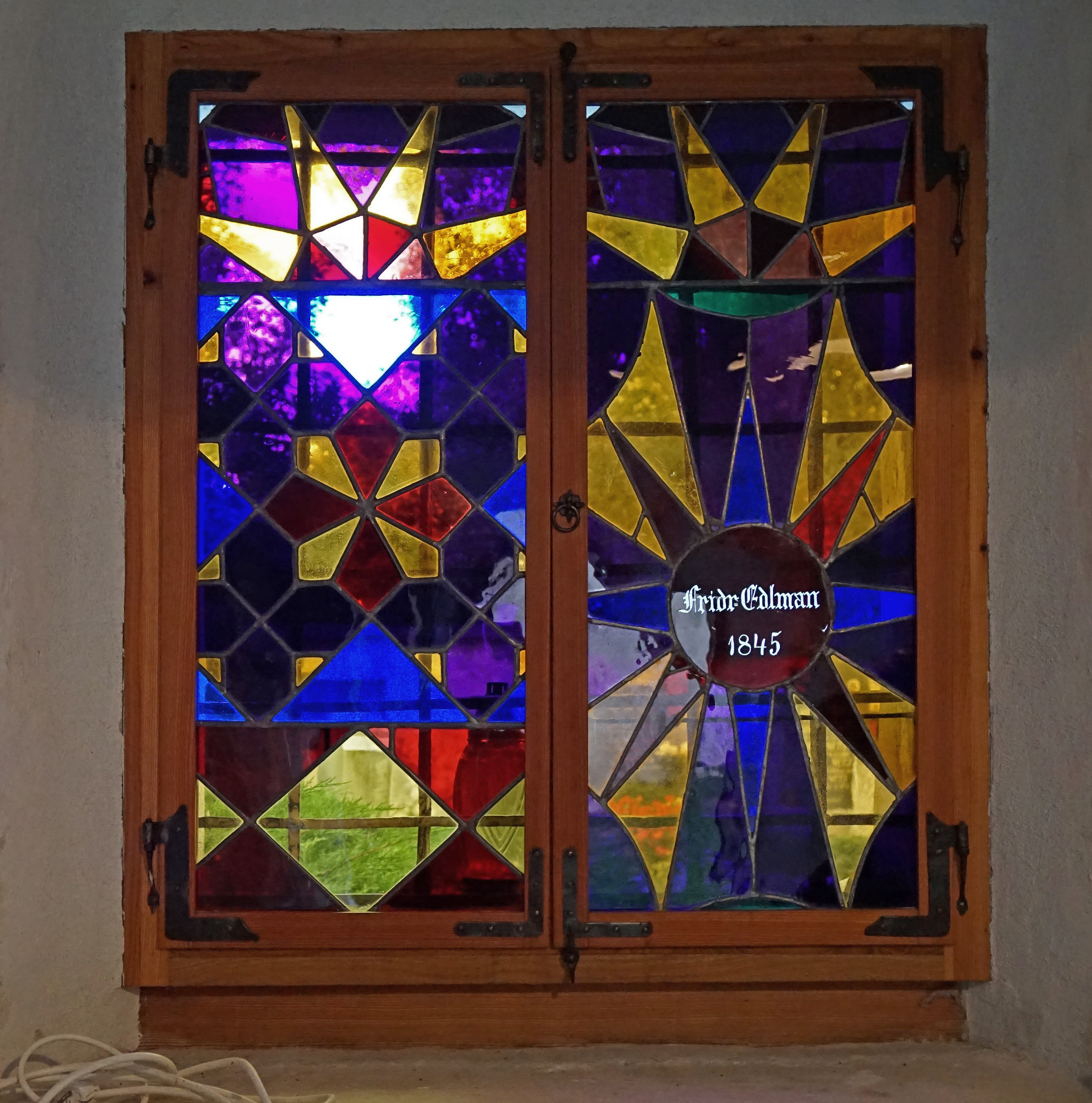
Farbglasfenster im Turmerdgeschoß
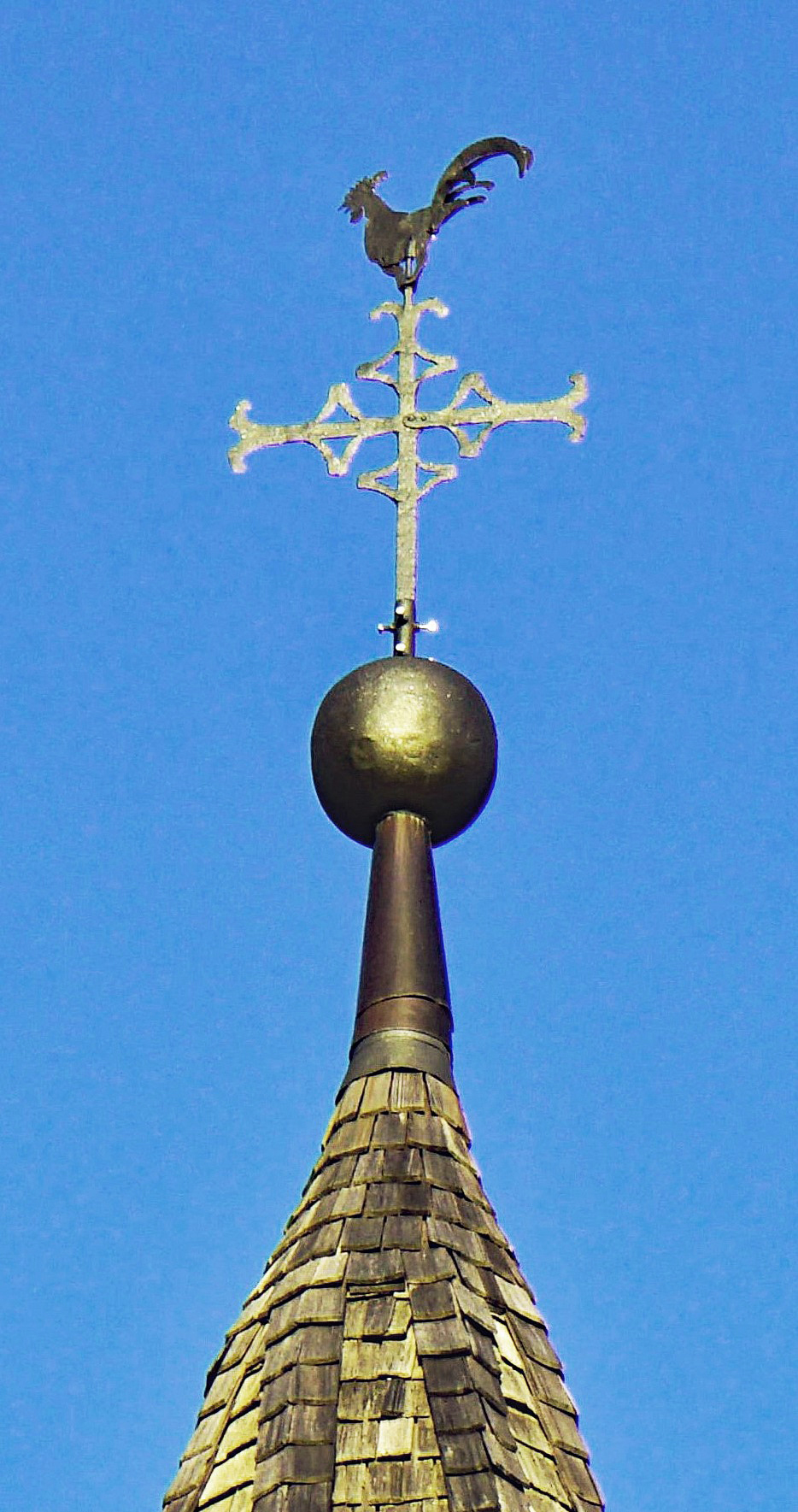
Turmspitze mit Turmkugel, Kreuz und Wetterhahn
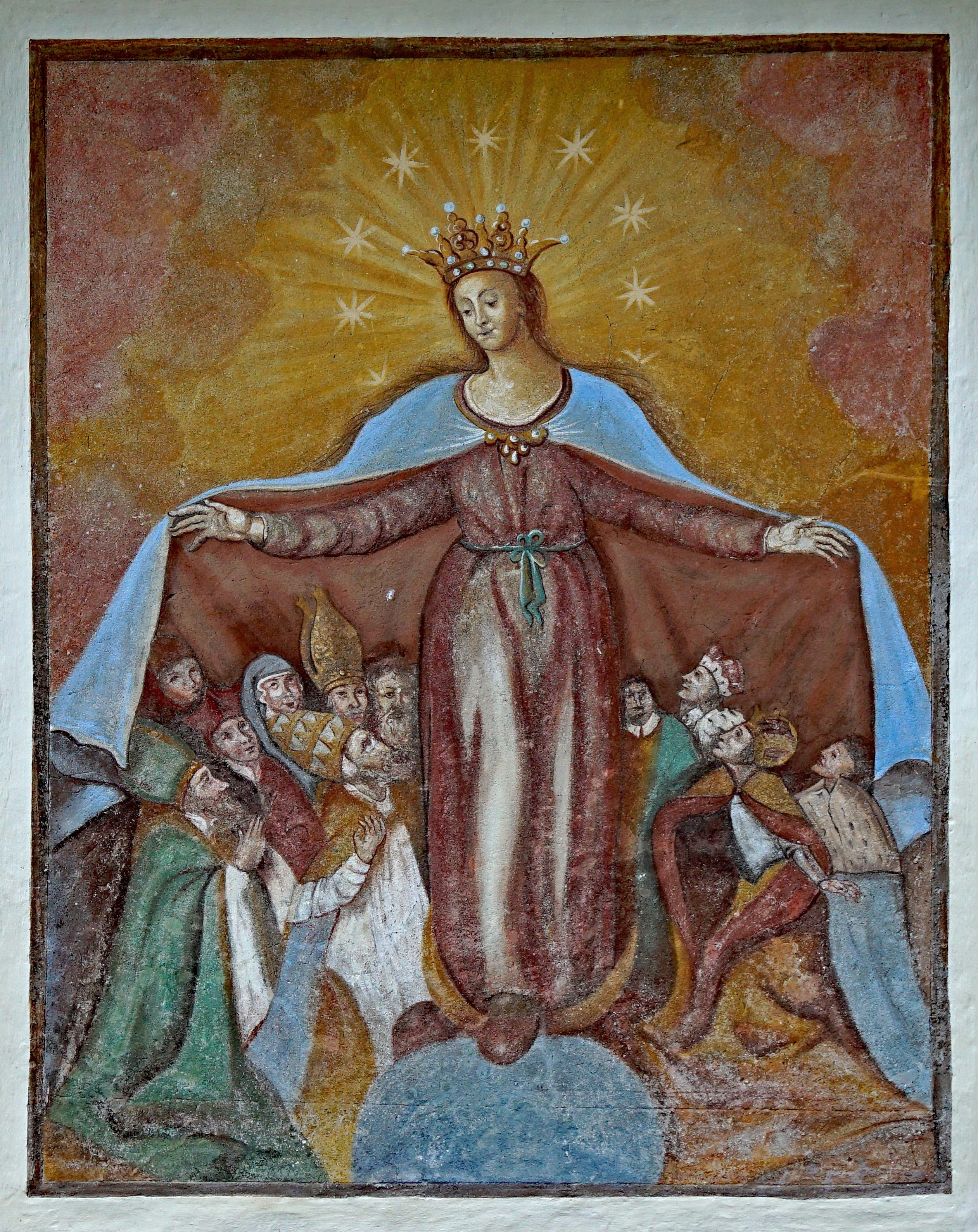
Schutzmantelmadonna, Fresko an der nördlichen Außenwand

## Einrichtung

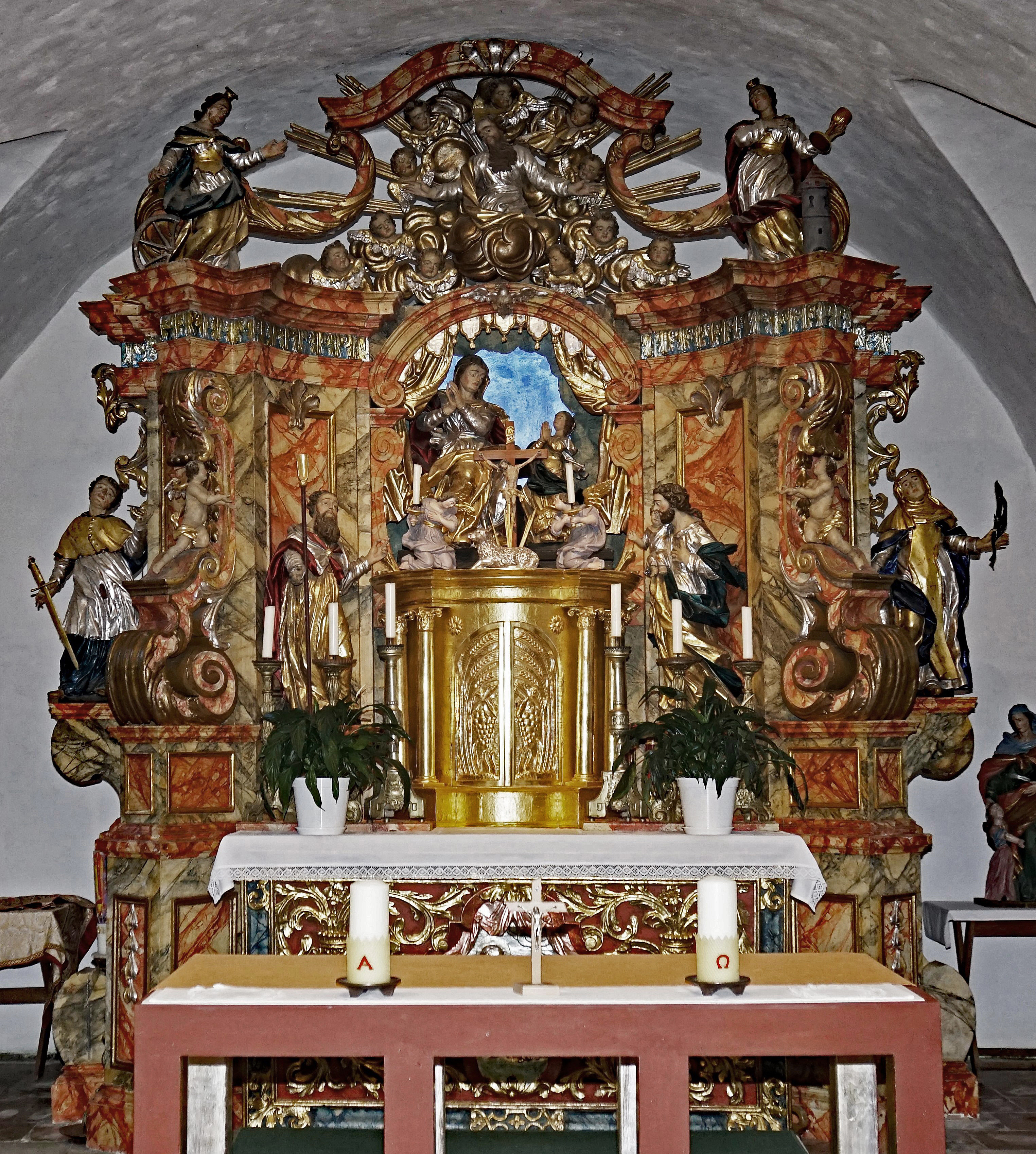
Barocker Hochaltar

Das Gemälde des barocken Hochaltars zeigt die heilige Anna mit der kindlichen Maria betend. Assistenzfiguren sind links der heilige Joachim mit Schäferschaufel, rechts der heilige Josef mit dem Jesuskind. Auf Seitenpodesten stehen links ein Priester, rechts eine Nonne mit Schwert bzw. Palmzweig als Zeichen des Märtyrertums.
Im Aufsatz ist Gottvater umgeben von Putten sowie links die heilige Katharina, rechts die heilige Barbara zu sehen.
Im Schrein des linken barocken Seitenaltars steht eine Madonna mit dem Jesuskind. Assistenzfiguren sind links der heilige Sebastian, rechts der heilige Georg. Im Aufsatz ist ein von Putten umgebenes Marienmonogramm zu sehen.
Das Blatt des rechten Seitenaltars zeigt die Auffindung des Heiligen Kreuzes durch die heilige Helena. Der Aufsatz im gesprengten Giebel stellt das Auge der Vorsehung dar. Darunter steht Deus cuncta videns suis providebit. 1829–1881. („Gott der Allsehende wird für die Seinen sorgen. 1829–1881.“)
Zur weiteren Einrichtung gehören Kreuzwegbilder.

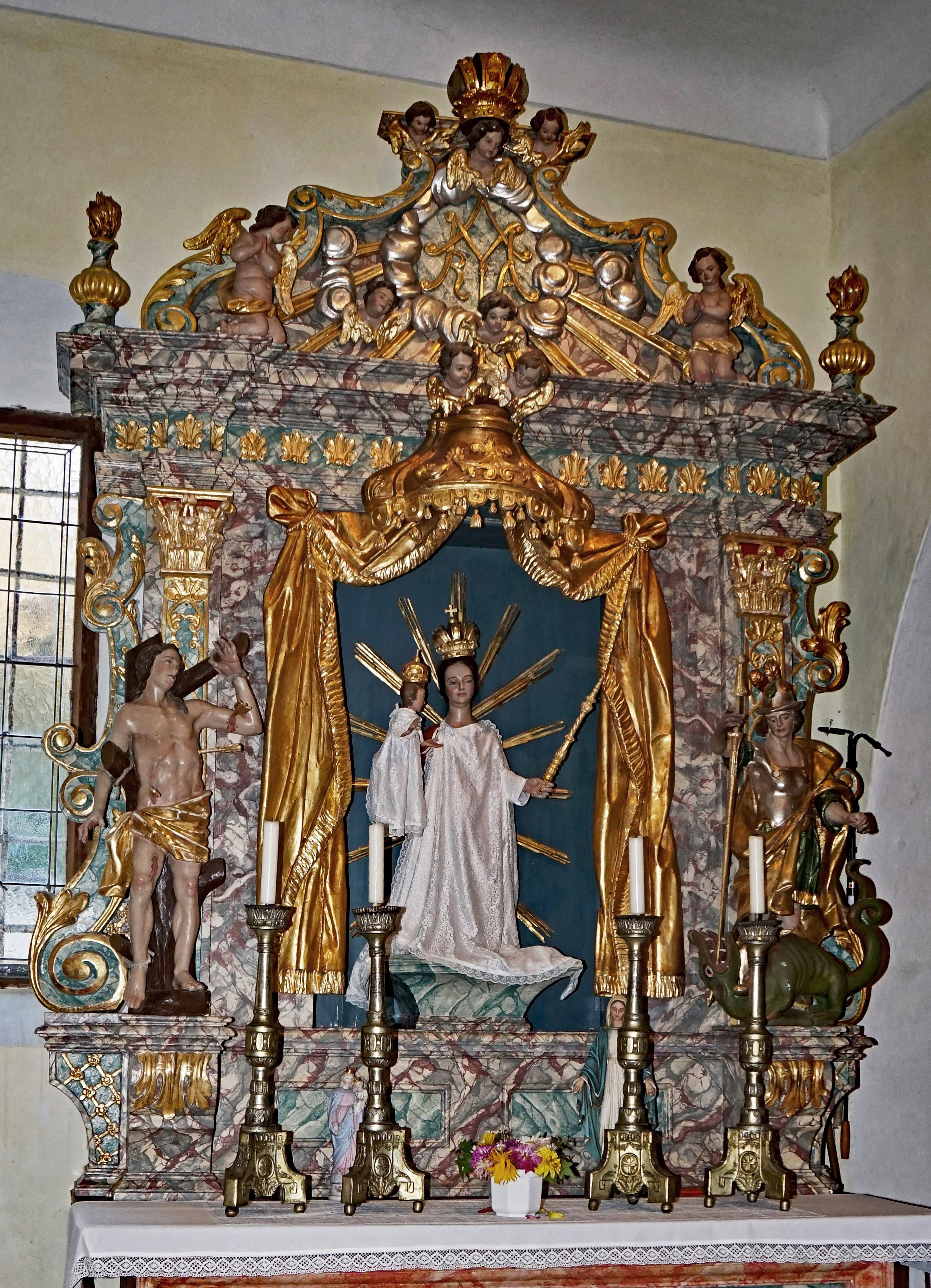
Linker Seitenaltar
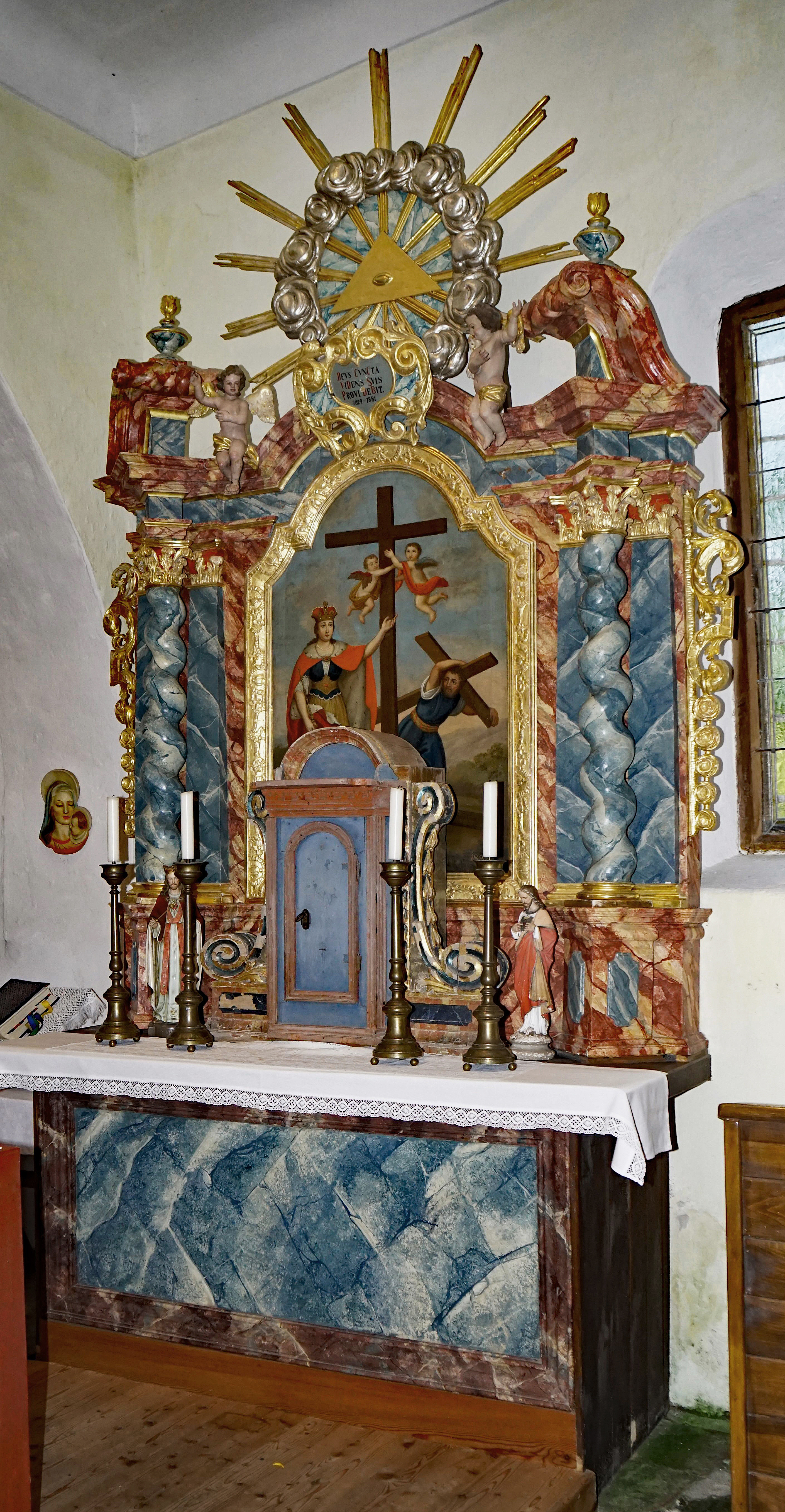
Rechter Seitenaltar
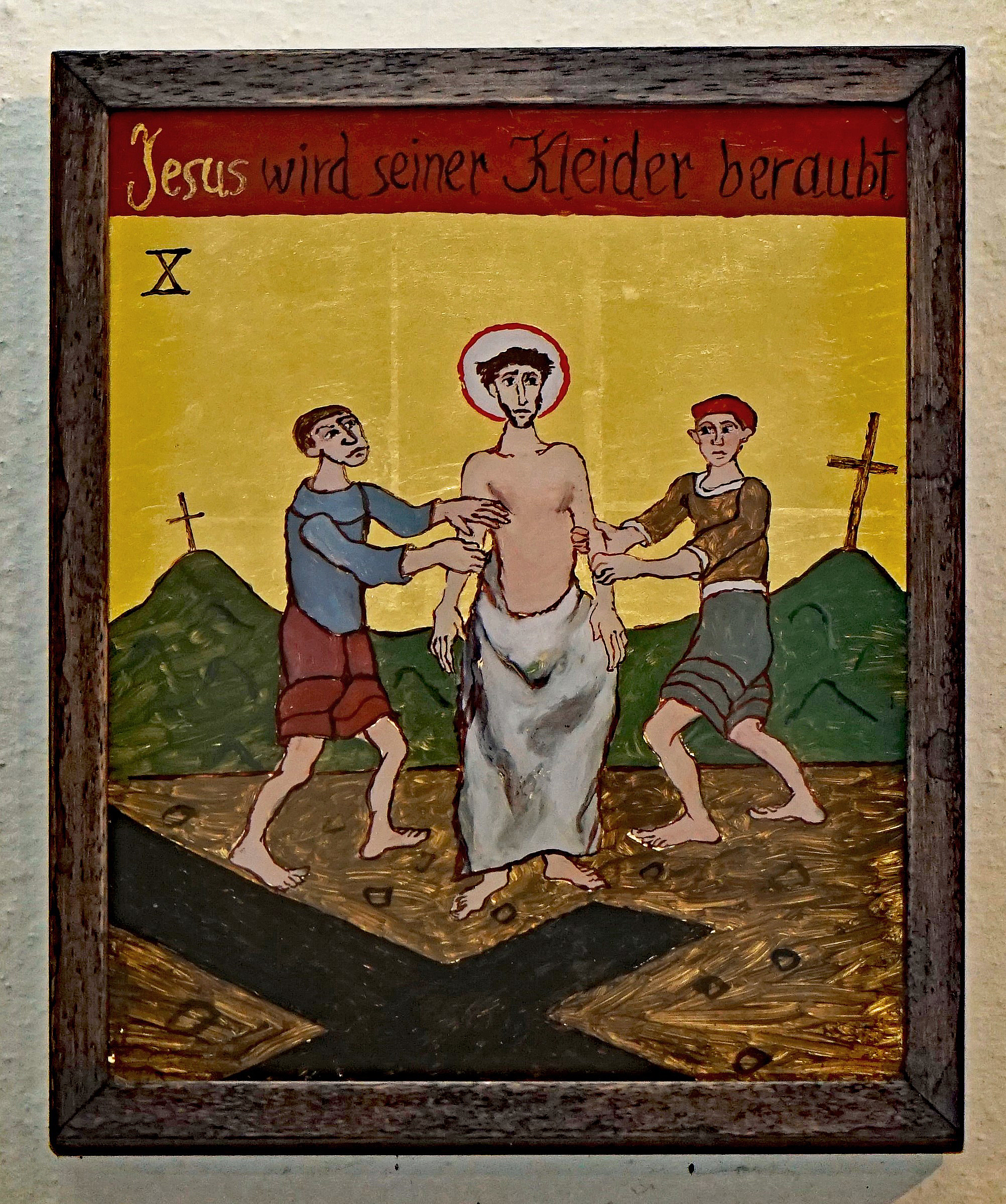
10. Kreuzwegstation

## Einzelnachweis
1. ↑  Wehrbauten in Kärnten. In: wehrbauten.at. Abgerufen am 28. Mai 2018.